# 山形県立酒田商業高等学校
山形県立酒田商業高等学校（やまがたけんりつ さかたしょうぎょうこうとうがっこう、Yamagata Prefectural Sakata Commercial High School）は、山形県酒田市上本町にあった庄内地方唯一の県立商業高等学校。通称は「酒商」。
2012年（平成24年）3月に閉校し、山形県立酒田光陵高等学校に統合された。

## 概要
歴史
1907年（明治40年）創立の「酒田尋常高等小学校附設商業補習学校」を前身とする。商業学校、工業学校を経て1948年（昭和23年）の学制改革により新制高等学校となった。現校名になったのは1952年（昭和27年）。2007年（平成19年）に創立100周年を迎えた。
設置課程・学科
全日制課程 2学科
- 総合ビジネス科
- 国際情報科

定時制課程 1学科
- 普通科

校訓
「進取の気象・康潔公正・質実剛健」

## 沿革
実業学校時代
- 1907年（明治40年）5月9日 - 「酒田尋常高等小学校附設商業補習学校」（実業補習学校）として開校
- 1917年（大正6年）2月15日 - 「酒田町立甲種[1]商業学校」（実業学校）に改称。
- 1920年（大正9年）4月2日 - 山形県へ移管の上、「山形県立酒田商業学校」に改称。
- 1944年（昭和19年）2月10日 - 教育ニ関スル戦時非常措置方策により、商業課程の募集を停止し、「山形県立酒田工業学校」を併設。
- 1946年（昭和21年）4月 - 終戦により修業年限が5年（現在の中1～高2に相当）となる。また商業課程の募集を再開。
- 1947年（昭和22年）4月1日 - 学制改革（六・三制の実施）が行われる。
  - 生徒募集を停止。
  - 新制中学校を併設し（以下・併設中学校）、商業学校および工業学校の1年修了者・工業学校2年修了者を新制中学校2・3年生として収容。
  - 併設中学校は経過措置としてあくまで暫定的に設置されたため、新たに生徒募集は行われず、在校生が2・3年生のみの中学校であった。
  - 工業学校3・4年修了者はそのまま在籍し、4・5年生となった（4年修了時点で卒業することもできた）。

新制高等学校
- 1948年（昭和23年）4月1日 - 学制改革（六・三・三制の実施）により、新制高等学校「山形県立酒田第二高等学校[2]」が発足。
  - 通常課程（全日制課程）商業課程と工業課程を設置。修業年限を3年とする。
  - 工業学校卒業者（5年修了者）を新制高校3年生、工業学校4年修了者を新制高校2年生、併設中学校卒業者（3年修了者）を新制高校1年生として収容。
  - 併設中学校継承し（名称:山形県立酒田第二高等学校併設中学校）、在校生が1946年（昭和21年）に商業学校・工業学校へ最後に入学した3年生のみのなる。
- 1949年（昭和24年）3月31日 - 併設中学校を廃止。これにより旧制5年から新制3年への修業年限の移行が完了。
- 1950年（昭和25年）4月1日 - 「山形県立酒田商工高等学校」に改称。
- 1962年（昭和37年）4月1日　- 工業課程が山形県立酒田工業高等学校として分離独立。このため「山形県立酒田商業高等学校」に改称。
- 2010年（平成22年）4月1日 - 制服を改定。この時の全日制課程1年生から2年後に開校する酒田光陵高等学校の新制服となる。
  - 統合相手の山形県立酒田北高等学校・山形県立酒田工業高等学校・酒田市立酒田中央高等学校の制服も同時に改定。
  - 募集停止は行われず、各校閉校後に酒田光陵高等学校の生徒として転学する形をとる。
- 2012年（平成24年）3月31日 - 酒田市内の公立高等学校統合により閉校。
  - 山形県立酒田北高等学校、山形県立酒田工業高等学校、酒田市立酒田中央高等学校の3校と統合され山形県立酒田光陵高等学校が新設される。
  - 酒田商業高校1・2年修了者は山形県立酒田光陵高等学校に転学し、商業科（国際経営科）2・3年生となる。
  - 定時制課程を山形県立酒田西高等学校に移管。
  - 校舎は旧・酒田市立酒田中央高等学校のものが継承され、旧酒田商業高等学校の校舎は使用されていない。

## 部活動
部活動が盛んで、男子剣道部は全国大会の常連校で、2007佐賀インターハイで個人戦優勝を果たした。また、酒田東高と毎年6月頃に行われる野球部の定期戦は、酒田の夏における風物詩のひとつであった。
運動系
- サッカー部
- 弓道部
- 剣道部
- 野球部
- バレーボール部（女）
- バスケットボール部
- ボート部
- 卓球部
- ソフトテニス部
- 水泳部
- 陸上部

文化系
- 吹奏楽部
- 珠算部
- ワープロ部
- 簿記部
- 書道部
- 美術部
- 茶道部

同好会
- 英語研究同好会
- 写真同好会
- 編集委員会

## 著名な出身者
- 佐藤博 - 元プロ野球選手
- 吉野弘 - 詩人
- 布川ゆうじ - ぴえろの代表取締役
- 市原多朗 - オペラ歌手（テノール）
- 吉泉秀男 - 政治家
- 本間俊彦 - 放送作家、ギタリスト
- 井山計一 - バーテンダー 現代の名工

## 跡地
跡地は2012年春に酒田市が山形県から土地と建物を取得し、建物は取り壊されている。面積は約2万900平方メートルで、商業施設、産直施設、駐車場などを整備する構想があり、山居倉庫や消防本署跡地とともに一体的に整備されることになっている。